# Chang Zheng 7
Chang Zheng 7 (长征七号运载火箭; Chángzhēng qīháo yùnzàihuǒjiàn) eller CZ-7 eller LM-7 eller Long March 7 är en kinesisk bärraket i mellanstorlek som ska används i det kinesiska bemannade rymdprogrammet och är konstruerad för att skjuta upp fraktrymdskeppet Tianzhou. Chang Zheng 7 kommer att bli den primära bärraketen för framtida uppskjutningar, och ersätta de befintliga Chang Zheng 2, -3 och -4.
I maj 2016 färdigmonterades den första Chang Zheng 7 på Wenchangs satellituppskjutningscenter i Hainan efter båttransport från Tianjin där raketen tillverkats.
Första uppskjutningen genomfördes 25 juni 2016 med lyckat resultat. Nyttolasten var en nerskallad modell av nästa generation av Kinas återinträdeskapsel till framtida rymdfarkoster, en miniatyrsatellit, barlast och två små satelliter.
Den 20 april 2017 sköt en Chang Zheng 7 upp fraktrymdskeppet Tianzhou 1.
Utvecklingsarbetet av Chang Zheng 7 tog åtta år. Ursprungligen utvecklades raketen som Chang Zheng 2F/H, en modernare variant av Chang Zheng 2F, men projektet ändrades till att raketen skulle fylla utrymmet i lyftkapacitet mellan den mindre Chang Zheng 6 och den större Chang Zheng 5. Chang Zheng 7 kan frakta 13,5 ton nyttolast till låg omlopsbanna runt jorden och väger 594 ton vid starten. Raketen är 53,1 m hög med diameter 3,35 m.
Raketen drivs av två steg och fyra boosters vilket ger en lyftkraft på 7 200 kN vid start. Chang Zheng 7s raketer drivs av fotogen och flytande syre, och är miljövänligare är tidigare Chang Zheng-modeller.

## Uppskjutningshistorik
| Nr | Datum (UTC)         | Startplats   | Nyttolast                                                                    | Omloppsbana | Utförande |
| -- | ------------------- | ------------ | ---------------------------------------------------------------------------- | ----------- | --------- |
| 1  | 25 juni 2016 12:00  | Wenchang LC2 | Prototyp av framtida rymdfarkost Miniatyrsatellit ADRV-satellit BPV-satellit | LEO         | Lyckad    |
| 2  | 20 april 2017 11:41 | Wenchang LC2 | Tianzhou 1                                                                   | LEO         | Lyckad    |